# 山田線
山田線（日语：／ Yamada sen */?）是一條連結岩手縣盛岡市的盛岡站至同縣宮古市的宮古站，屬於東日本旅客鐵道（JR東日本）的鐵路線（地方交通線）。

## 概要
山田線名称来自邻近终点宮古站的山田町，因為最初根據《铁道敷设法》，計畫興建的路段為盛冈至陸中山田，尽管该路线连接盛岡站与宮古站，但由于后来公路运输兴起，平行的106号国道上开行的「106急行巴士」取代本线长途运输的功能，使本线目前仅主要承担沿线地方短途通学、通勤。另外，山田線原本的终点是岩手縣釜石市的釜石站，在抵达宮古站后继续向南，沿三陸海岸运行，当时与氣仙沼線、大船渡線、三陸鐵道南谷灣線与北谷灣線、八戶線共同組成「三陸縱貫鐵道」。
2011年3月11日由于東日本大地震宮古 - 釜石間不通。最初JR東日本希望该路段废线，由BRT取代，但沿线自治体反对。2014年JR東日本提出将宮古 - 釜石路段移交三陸鐵道，使三陸鐵道南谷灣線、北谷灣線连接，方便三陸鐵道管理，及三陸縱貫鐵道持续经营。该方案在2014年底获得地方同意通过，并在修复工程于2019年3月23日完工后移交三陸鐵道运营，与三陸鐵道南谷灣線、北谷灣線组成谷灣線。

## 路線資料
- 管轄（事業類別）：東日本旅客鐵道（第一種鐵道事業者）
- 路段（營業距離）：盛岡－宮古 102.1公里[6]
- 軌距：1067毫米
- 站數：16個（包括起終點站）[注 1]
  - 若只限屬於山田線的車站，排除起點的盛岡站（屬於東北本線[7]）則為15個。
- 複線路段：沒有（全線單線）
- 電氣化路段：沒有（全線非電氣化（日语：非電化））
- 閉塞方式：
  - 特殊自動閉塞式（軌道回路檢知式）
- 最高速度：85公里/小時
- 運轉指令所（日语：運転指令所）：
  - 盛岡綜合指令室

全線由盛岡支社管轄。

## 历史

### 建设历史
盛冈至陆中山田之间的铁路区间，作为连接盛冈与三陆地区的铁路，早在1892年公布的《铁道敷设法》中就已规定。尽管进行了测量调查，但由于盛冈至宫古之间需要跨越海拔超过1000米的北上山地，建设一直搁置。直到1920年，岩手县出身的原敬成为總理大臣后，才终于决定修建，并于1923年至1935年间陆续开通。陸中山田以南的区間是根据《改正铁道敷设法》规定的“从岩手县山田经釜石至大船渡的铁路”的一部分，作为「三陸縱貫鐵道」计划的一部分，其中陆中山田至釜石的区间在1939年开通，但釜石以南的区间则是在戰後才开始建设和开通，后来成为三陆铁道南谷灣線。
由于盛冈至宫古之间的大部分区间位于人口稀少的山岳地带。一说，在帝国议会审议是否修建这条铁路时，反对党宪政会强烈反对，一位该党议员批评时任首相原敬说道：“在这种地方修建铁路，首相是打算让山猴子来乘坐吗？”不过，这段对话并未记录在帝国议会的记录中，因此可能只是一个传说。

### 发展
尽管建设时受到批评，然而实际上在铁路开通后，盛冈至宫古之间的列车经常满员，乘客无法坐下，不得不全程站立。事实上这条线路在1906年就开始有马车运营，到1913年盛宮自動車还在此线路开通岩手县首条公交车线路。因此，在铁路开通前，这条线路已经有了一定的客流量。在釜石線全线通车之前，山田线是岩手县北部唯一一条连接海岸与内陆的铁路，尤其在1939年全线通车后，作为连接釜石制铁所、釜石矿山与東北本線的铁路线路，为货物运输做出了贡献。
战后1946年11月，由于灾害，山田线平津户至蟇目之间的区段长期停运。这场灾害的严重程度使得全线恢复通车花费了8年时间，直到1954年才完成。在此期间，作为替代措施，在盟军总司令部的指示下，釜石线的改建与全线通车进程加速。随着1950年釜石线的全线通车，从釜石往内陆的货物主要运输路线转移到了釜石线，这使得山田线的相对地位下降。1978年「106急行巴士」开始运行后，山田线的长途客运功能也遭受打击。1986年山田線结束货运业务，1987年國鐵分割民營化後山田線由JR東日本繼承。

### 東日本大地震影响

蓝线区间移交三陆铁道

2011年3月11日发生的东日本大地震导致山田线沿海的宫古至釜石区间（55.4公里）受灾严重。其中21.7公里的线路被淹没，13个车站中有4个被毁，铁轨的10%受损，6处铁路桥梁被破坏，10处路基被损毁。

#### 宫古 - 釜石BRT修复案
对于该区间的修复，JR东日本在2012年6月25日举行的会议上表示，由于安全保障、城市规划等问题，加上资金调度的困难，铁路的全面恢复需要相当长的时间。因此，JR东日本正式提出了与氣仙沼線、大船渡線相似的BRT系统替代方案。BRT是一种利用专用道路运营的公交系统，通过禁止一般车辆进入，BRT可以保证像铁路一样的准时性，同时可以增加停靠站点和运营班次，JR东日本将作为运营主体，车辆也由JR购置，车费与铁路相当。此外，BRT的运营成本远低于铁路。这一提案中计划将铁路用地铺设成专用道路，费用由JR东日本承担，但由于山田线沿海路段有很大比例是行走在铁路桥上，因此BRT线路将绕道内陆，放弃这些沿海路段，绕道内陆的部分利用并行的国道45号线，但无法铺设专用道，因此专用道长度大约仅为10公里。
7月9日BRT计划被沿线地方政府以以下理由拒绝：
- 专用道的比例较低，意味着BRT的实际运行中仍有大量路段需要与一般车辆共用路權。这使得BRT的准时性和速度与现有的一般公交相比不会有显著提升。
- 与既有的一般公交竞争。
- 当地的城市规划是以铁路恢复为前提进行的，如果选择不恢复铁路而采用其他替代方案，会与原本的城市发展计划产生冲突，给当地的发展带来额外的复杂性和挑战。

之后山田線BRT化的话题暂时消失。但是2013年9月25日由于氣仙沼線・大船渡線BRT在同年3月开始运行，JR東日本再次在本线提出BRT计划。在之前的BRT方案中，由于专用道的长度较短，受到了批评。为此，新的提案中计划修复被海啸冲毁的四座桥梁，将专用道的总长增加到25.3公里，占宫古至釜石区间的46%。这一调整使得BRT在宫古至釜石之间的行驶时间最短为约80分钟，接近铁路的约70分钟，且比当前替代公交的约100分钟明显缩短。然而，当地地方政府再次拒绝了这一提案。

#### 宫古 - 釜石经营转移
2014年1月31日，在第七次山田线复兴会议上，JR东日本表示，他们将在估算为210亿日元的复兴费用中承担140亿日元，用于修复轨道和设施。剩下的70亿日元则由地方政府承担。此外，JR东日本还表示，他们将负担5亿日元用于补贴之后十年的运营赤字，并将灾区的铁路及车站设施经营权移交给三陆铁道，修复后的轨道和设施也无偿转让给三陆铁道和沿线地方政府。按照该方案，运营方式将与三陆铁道南北各线一样，采用“上下分离方式”，即三陆铁道负责运营，地方政府和三陆铁道持有、维护铁路设施。
JR东日本认为，通过将三陆铁道分断的两条线路连通并一体化运营，可以实现更贴近地方需求、密集的经营方式，从而提高运营的可持续性。然而，对于这一方案，山田町和大槌町表现出谨慎态度，因为继承这一赤字线路可能会给它们带来新的财政负担。岩手县和JR东日本在7月对该区段进行了现场调查，并在调查后提出计划对未受灾的区段进行全面升级。具体措施包括将全线超过9成的轨道更换为与三陆铁道相同的高标准新型钢轨、更换木制枕木为混凝土枕木、桥梁及隧道修缮等。另外岩手县提出优先恢复宮古 - 豐間根和鵜住居 - 釜石間受灾较轻路段。
同年8月岩手县要求JR东日本負擔更多修復及經營轉移經費，其要求項目包括：設備更新、軌道強化（以符合三陸鐵道標準）、經營赤字填補、經營轉移後為維持與JR時代相同票價的經營虧損。針對岩手縣要求，JR东日本在11月表示同意增加资金支持，以及車輛無償讓渡、檢修設施整備、人員支援、觀光宣傳。在得到JR东日本回复后，12月26日岩手县知事、宫古市长山本正德在东京与JR东日本社长冨田哲郎会谈，并正式表示接受将宫古 - 釜石区间移管三陆铁道的方案。

#### 宫古 - 釜石恢复运营
2015年3月7日，宫古 - 釜石区间的复旧工程正式启动，全线复旧预计在2018年度完成。最初的计划是希望在岩手县2016年举办国民体育大会之前，先行恢复部分区间，然而由于CTC（调度集中系统）尚未修复，可能存在安全问题，因此在2015年7月31日，相关各方签署了将全线一并复旧后再开通的基本方针。
2018年7月18日，三陆铁道接管区间的修复工程全部完成，并且该区间的铁路全线铺设完毕，实现了宫古至釜石区间铁路的全线贯通，从同年8月开始进行试运行。进入2019年后，移交的准备工作全面展开。1月28日开始，三陆铁道的车辆和乘务员进行了试运行和运行训练。1月31日，根据《地域公共交通活性化再生法》，确认了将宫古 - 釜石区间的业务主体（第一種鐵道事業）从JR东日本变更为三陆铁道。
2019年3月23日宫古 - 釜石区间正式恢复运营，并移交三陸鐵道。至于JR东日本仍在运营的盛冈 - 宫古区间，虽然不再经过“山田線”名称来源的陸中山田站，但至今该路线仍保留“山田線”这一名称。

## 利用状況
| 年度 | 全区間 | 盛岡 - 上米内 | 上米内 - 宮古 | 宮古 - 釜石 | 来源   |
| ---- | ------ | ------------- | ------------- | ----------- | ------ |
| 1987 | 1,119  | 844           | 720           | 1,719       | [ 20 ] |
| 1997 | 661    | 637           | 397           | 1,105       | [ 20 ] |
| 2007 | 419    | 500           | 220           | 735         | [ 20 ] |
| 2010 | 377    | 403           | 184           | 693         | [ 21 ] |
| 2011 | 217    | 386           | 169           | 285         | [ 21 ] |
| 2018 | 199    | 380           | 148           | 257         | [ 22 ] |
| 2019 | 174    | 358           | 154           | 1,197       | [ 22 ] |
| 2023 | 87     | 227           | 71            | 690         | [ 24 ] |

## 運行形态

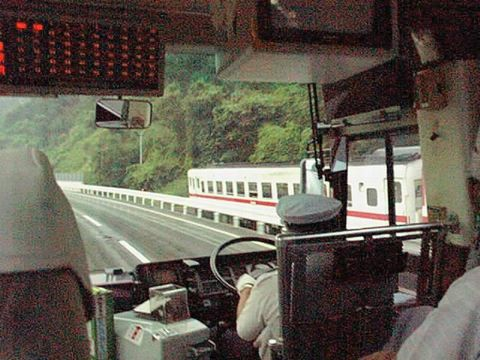
106急行巴士与山田線存在竞争关系。

### 现在运行形态
此線與國道106號並行，在盛冈 - 宫古区间存在一定客流，然而由於由岩手縣北自動車公司所經營的特快巴士「106急行巴士」在班次和時間上有優勢。106急行巴士每日有11往復，特急班次单程用时约100分；山田線全线列车每日仅有4往復，快速列车单程用时约140分，因而令鐵路的經營非常困難。
現時山田線每日有4往復的全线运行列车，包括1.5往復的快速列车「谷灣」；餘下的班次則只行走盛岡～上米內（3往復）及宮古～川內（2往復）区间。面对106急行巴士的竞争，JR東日本采取车辆更新，以及时刻表安排上加强与新干线接续的便利性，以争取客流。从2013年9月30日到2017年3月，盛冈市与JR东日本合作，作为盛冈市公共交通利用促进计划的一部分，进行了社会实验。实验的目的是通过平日增加列车、延后末班列车的运行时间，提高盛冈站到上米内站之间的便利性。然而，由于乘客人数未达到预期目标，计划最终未能延续。

### 过去运行形态
在宮古 - 釜石区间乘客数量比盛冈 - 宫古区间更多，在JR東日本所属运营时，大约1~2小时有1班列车，另外釜石線快速列车「濱百合」每日有1往复经山田線延长运行至宫古；三陸鐵道也有1往复经过宮古 - 釜石区间直通運行列車，从久慈运行至盛站。

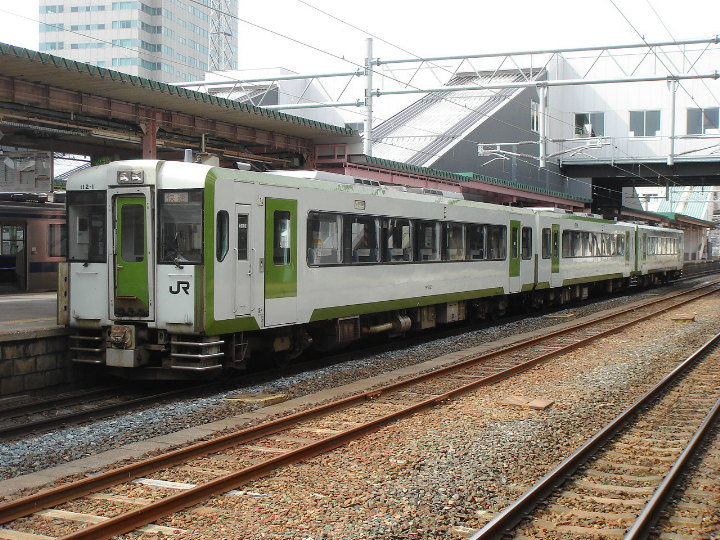
曾经担当急行「陸中」的KiHa 112型列车

在国铁时代，山田線曾经设有優等列車，开行过以下列車：
- 1961年行走於上野站至盛岡站的急行列車「陸中」，一部分车厢在花卷站分离，經釜石線、山田線开往宮古站。1966年10月废止。
- 1965年开行由盛冈出发，经山田线、釜石线、东北本线，最后返回盛冈的循环运行的準急列車「外山」和「五葉」，[26]以及仅开往釜石站，经山田線的準急「谷湾」。1966年3月升格为急行列車。
- 1965年开行仙台站至弘前站之間（經東北本線、釜石線、山田線、花輪線、奧羽本線）的準急列車「三陸」，1966年10月急行「三陸」改名「陆中」，运行区间变更为仙台 - 秋田[27]。
- 1970年开行仙台站至釜石站之間的急行列車「三陸」。1972年「三陸」废止编入「陆中」，「陸中」運行區間縮短至仙台 - 宮古，宮古 - 秋田改开行「米代」。[28]

1982年隨著東北新幹線啟用，進行了以下系統整理：
- 急行「五葉」、「谷湾」廢止。「外山」降格為行走於盛岡站至釜石站之間的山田線快速列車。1985年开行特別快速「谷灣」，1988年「外山」、「谷灣」合并为快速列车「谷灣」。
- 急行「陸中」改在北上站到發。1985年改從盛岡站到發。2002年「陸中」废止，全部降格快速列车「濱百合」。2011年4月7日東日本大地震后重開，「濱百合」不再驶入山田線区间。
- 急行「米代」宮古站至盛岡站區間廢止。

此外，由于当时釜石制铁所24小时运营，国铁还曾为夜班工人运营过未在时刻表中列出的深夜列车。1979年时的列车时刻表显示，这列深夜列车凌晨1点25分从釜石站发车，于凌晨2点22分到达终点站陆中山田。

## 使用車辆
- 现在使用車辆
  - JR東日本KiHa110系柴聯車 - 担当定期列车
  - JR東日本HB-E300系柴聯車 - 担当临时列车

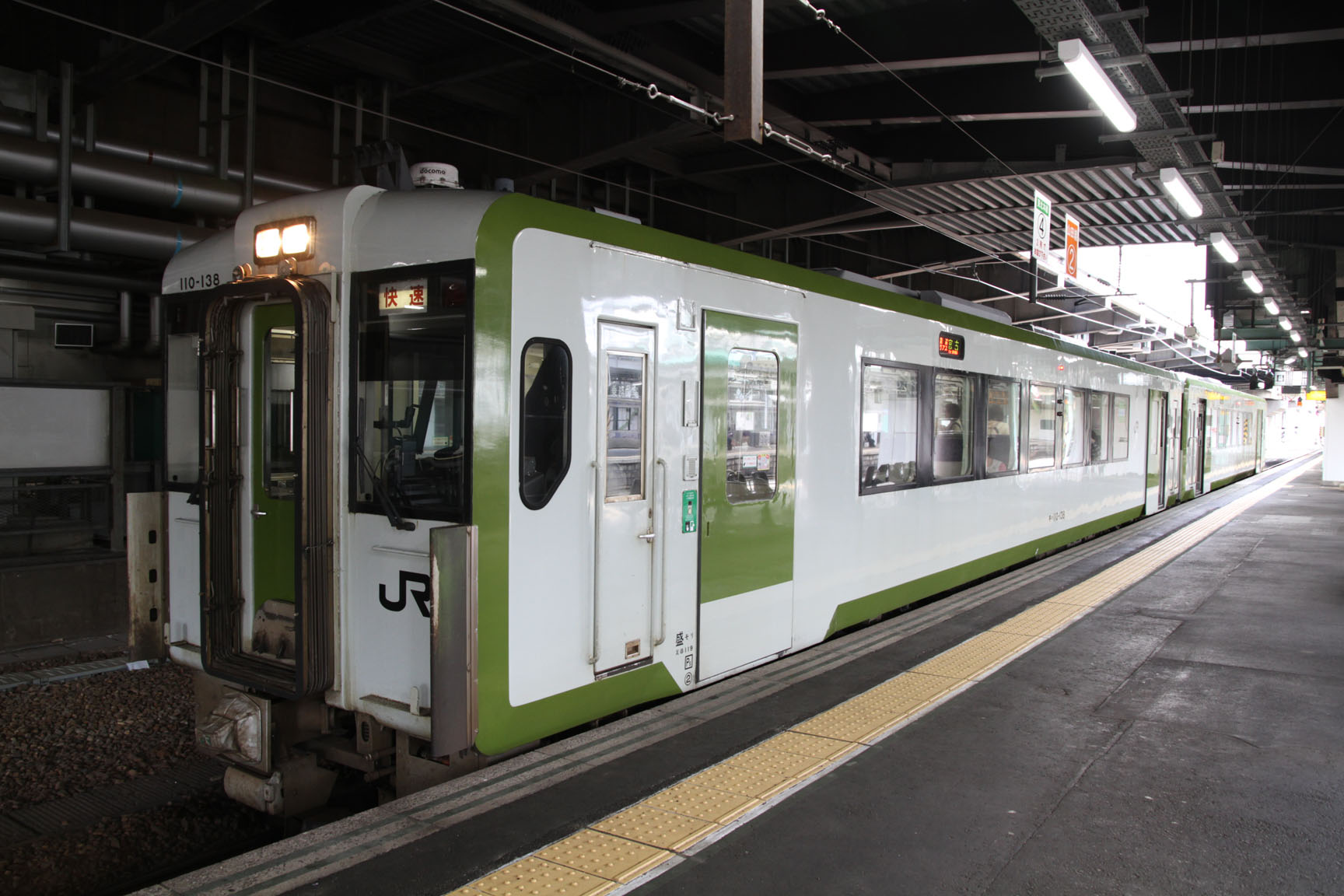
KiHa110系担当快速列车“谷湾”。
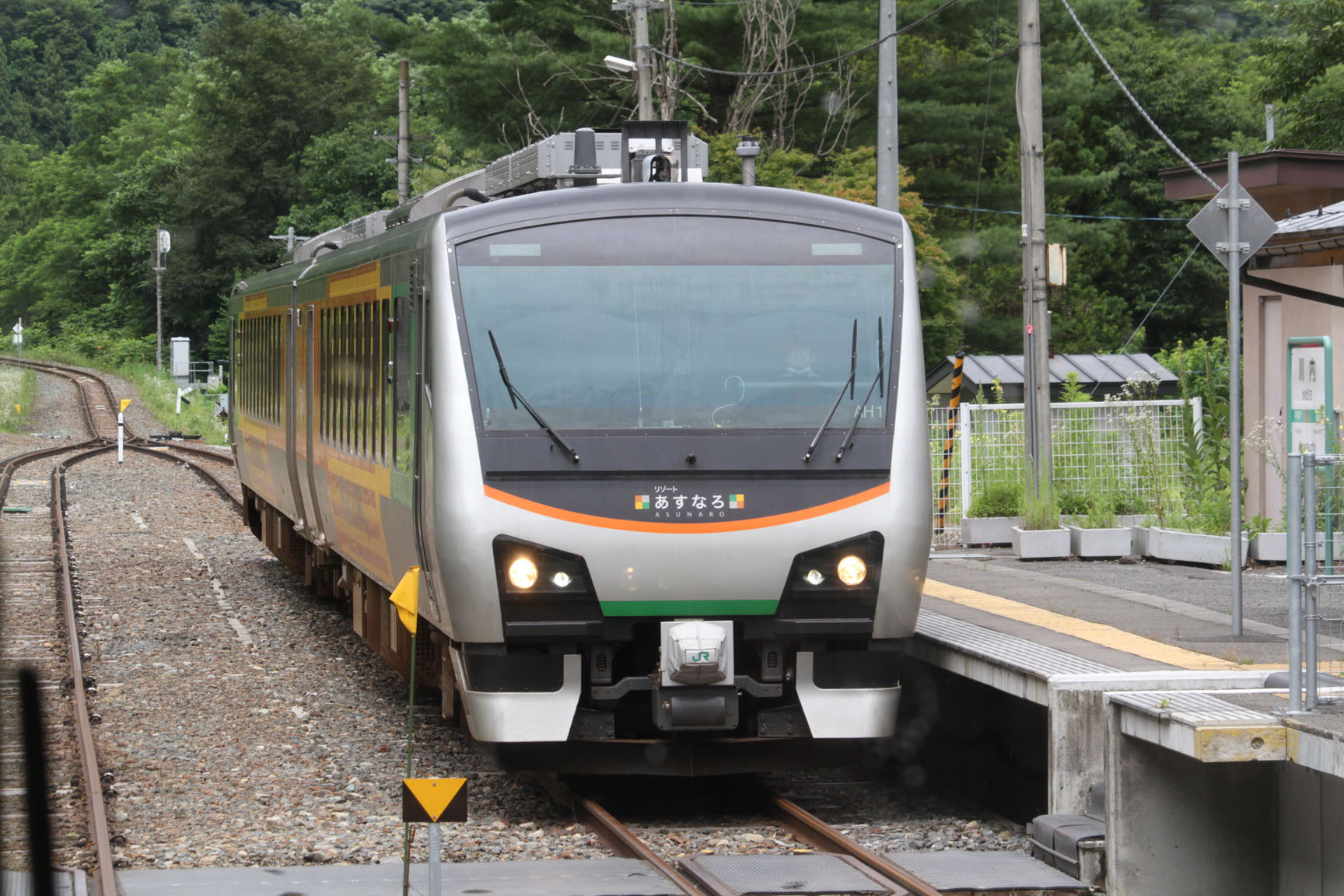
HB-E300系担当临时列车“三陆列车宫古”。

- 过去使用車辆
  - 日本國鐵KiHa55系柴聯車（日语：国鉄キハ55系気動車）
  - 日本國鐵KiHa58系柴聯車（日语：国鉄キハ58系気動車）
  - 日本國鐵KiHa52型柴聯車（日语：国鉄キハ20系気動車#キハ52形）
  - 三陆铁道36-100型柴聯車（日语：三陸鉄道36-100形気動車）

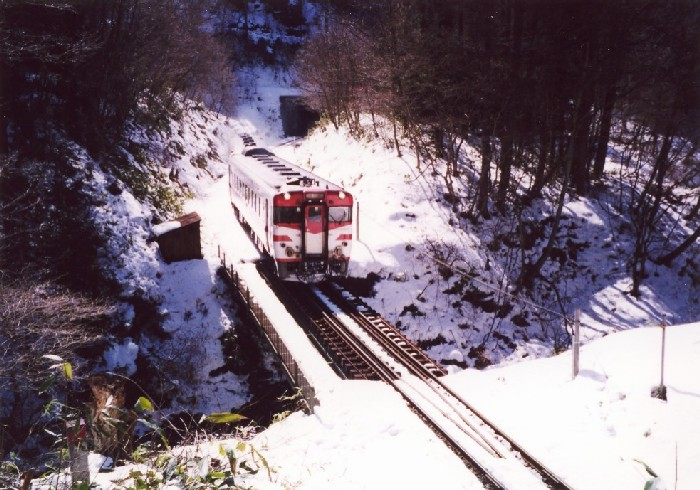
KiHa58系
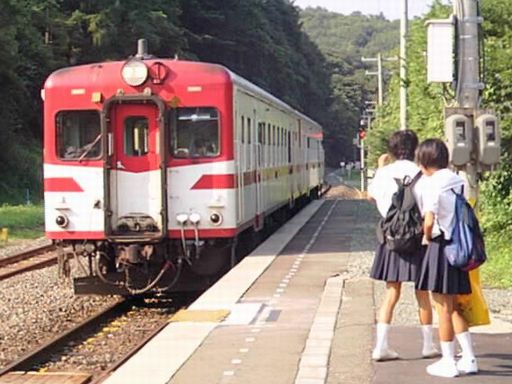
KiHa52型

## 車站列表
- 停靠站
  - 普通…停靠所有車站
  - 快速…●：所有列車停靠，｜：所有列車通過
- 軌道（全線單線） … ◇、∨、∧：可列車交會，｜：不可列車交會
- 所有車站都位於岩手縣內
- 站名欄的背景色為■的車站（磯雞站－兩石站各站）顯示自從2011年3月東日本大震災以後無法通行路段的車站和暫停營業的車站（截至2017年11月5日）。

| 中文站名 | 日文站名 | 英文站名 | 站間營業距離 | 累計營業距離 | 快速 谷灣 | 接續路線 | 軌道 | 所在地 |
| -------- | -------- | -------- | ------------ | ------------ | --------- | --- | ---- | ------ |
| 盛岡     |          |          | -            | 0.0          | ●         | 東日本旅客鐵道： 東北新幹線、秋田新幹線、■東北本線、■田澤湖線 IGR岩手銀河鐵道：■岩手銀河鐵道線（包括東日本旅客鐵道■花輪線直通列車） | ∨    | 盛岡市 |
| 上盛岡   |          |          | 2.8          | 2.8          | ●         | | ｜   | 盛岡市 |
| 山岸     |          |          | 2.1          | 4.9          | ●         | | ｜   | 盛岡市 |
| 上米內   |          |          | 5.0          | 9.9          | ●         | | ◇    | 盛岡市 |
| 區界     |          |          | 25.7         | 35.6         | ｜        | | ｜   | 宮古市 |
| 松草     |          |          | 8.0          | 43.6         | ｜        | | ｜   | 宮古市 |
| 川內     |          |          | 17.9         | 61.5         | ｜        | | ◇    | 宮古市 |
| 箱石     |          |          | 4.2          | 65.7         | ｜        | | ｜   | 宮古市 |
| 陸中川井 |          |          | 7.8          | 73.5         | ●         | | ｜   | 宮古市 |
| 腹帶     |          |          | 9.1          | 82.6         | ｜        | | ｜   | 宮古市 |
| 茂市     |          |          | 4.4          | 87.0         | ●         | | ◇    | 宮古市 |
| 蟇目     |          |          | 4.5          | 91.5         | ｜        | | ｜   | 宮古市 |
| 花原市   |          |          | 2.7          | 94.2         | ｜        | | ｜   | 宮古市 |
| 千德     |          |          | 4.6          | 98.8         | ●         | | ｜   | 宮古市 |
| 宮古     |          |          | 3.3          | 102.1        | ●         | 三陸鐵道：■谷灣線 | ◇    | 宮古市 |

### 廢除路段
2019年（平成31年）經營移交路段
- 設置站、站名以移交前為準
- 此路段現狀的詳細資料參見「谷灣線」

宮古－磯雞－津輕石－豐間根－陸中山田－織笠－岩手船越－浪板海岸－吉里吉里－大槌－鵜住居－兩石－釜石
1984年（昭和59年）廢除路段（宮古臨港線）
宮古－宮古港

### 過去的接續路線
- 茂市站：岩泉線 - 2014年（平成26年）4月1日廢除。
- 宮古站：貨物支線（宮古臨港線） - 1984年（昭和59年）2月1日廢除。

### 廢站
- 貨物支線：宮古港站 - 1984年（昭和59年）2月1日廢除。
- 大志田站 - 2016年（平成28年）3月26日廢除。
- 浅岸站 - 2016年（平成28年）3月26日廢除。
- 平津戶站 - 2023年（令和5年）3月18日廢除。